# Zrození Planety opic
Zrození planety opic (v anglickém originále Rise of the Planet of the Apes) je americký sci-fi film z roku 2011. Jeho režisérem je Rupert Wyatt.
Jedná se o reboot původního filmu z roku 1968 Planeta opic.

## Příběh
Vědec Will Rodman testuje na opicích svůj lék na Alzheimerovu chorobu. Opici Jasnoočce díky tomu vzroste inteligence. Když ji Will chce ukázat komisi, Jasnoočka napadne ošetřovatele a musí být zastřelena; proto je Willův lék odmítnut. Ukáže se však, že Jasnoočka porodila mládě, aniž by si toho někdo všiml, a to bylo pravým důvodem její agresivity.
Willův nadřízený Steven Jacobs nařídí se opic zbavit, ale Will nedokáže mládě Jasnoočky zabít, takže si je tajně vezme k sobě domů; pojmenuje je Caesar. Naučí jej znakovou řeč, hrát šachy a bezchybně řešit úlohu Hanojské věže.
Willův otec trpí Alzheimerovou chorobou a Will mu tajně dá svůj preparát, ačkoli nebyl ještě schválen k testování na lidech. Otcův stav se na několik let pronikavě zlepší, ale pak nemoc opět vítězí. Will začne vyrábět ještě účinnější preparát. Ten na opice výborně funguje, ale nikdo netuší, že pro lidi je smrtelný. Will nakonec uzná postoj své partnerky, že vývoj takových preparátů je neetický, a odejde z projektu; ten však pokračuje.
Když Willův otec poškodí auto souseda Hunsikera, ten mu vyhrožuje a přitlačí ho ke zdi. Vidí to však Caesar a napadne Hunsikera. Za to je odebrán Willovi a zavřen do zařízení, kde je s opicemi krutě zacházeno. Caesar se však zmocní kapesního nože a dokáže s ním utéci ze své cely. Ukradne z Willova domova preparát a dá ho inhalovat všem opicím v zařízení. Když se ho krutý dozorce snaží přimět k poslušnosti, poprvé promluví – řekne „Ne!“ – a zabije dozorce.
Poté opice ze zařízení utečou a osvobodí opice držené v ZOO a ve výzkumné laboratoři, kde pracuje Will. Poté se šíří po městě. Policie je chce postřílet na mostu, ale jsou opicemi přemoženi.
Will vyhledá Caesara. Ten ho zachrání před opicí, která ho chce zabít. Will jej žádá, aby šel domů, ale Caesar, nyní schopný mluvit, odpoví: „Caesar je doma“.
Mezitím se ukáže, že jeden výzkumný pracovník, který se náhodou nadechl Willova preparátu, z něho dostal krvácivou infekci a zemřel; předtím však nakazil Hunsikera. Ten jde na letiště. Během závěrečných titulků je naznačeno, že infekce se rozšířila po celé zeměkouli.